# 三角镇 (中山市)
三角镇是中国广东省中山市下辖的一个镇，位于中山市北部偏东，总面积72.32平方公里，地处珠三角中心地带，京珠高速公路贯通镇域南北，设有大型高速公路出入口；省道南三公路横穿镇境东西，与番中公路、105国道相连，往广州、深圳、珠海、佛山、东莞等周边城市均在１小时车程内。辖1个社区居委会和7个村民委员会，截至2011年底，该镇有户籍人口63132人，非户籍人口（外来常住人口）60862人。